# Chastanus
Chastanus is een geslacht van kevers uit de familie  
kniptorren (Elateridae).
Het geslacht is voor het eerst wetenschappelijk beschreven in 1976 door Dolin & Gurjeva.

## Soorten
Het geslacht omvat de volgende soorten:
- Chastanus afghanus Platia & Gudenzi, 2002
- Chastanus castaneus (Miwa, 1934)
- Chastanus rosti (Schwarz, 1897)